# Alfred Götze (Fußballspieler)
Alfred Paul Götze (* 23. September 1900 in Charlottenburg; † 20. März 1970 in Berlin) war ein deutscher Fußballspieler.

## Spielerkarriere
Seine Karriere begann der von seinen Mitspielern Freddy gerufene Torwart Alfred Götze beim SC des Westens 1897 aus Berlin-Charlottenburg.
Im Jahr 1923 wechselte er zunächst als Ersatztorhüter zu Hertha BSC. Doch bereits in seiner ersten Saison löste der eher kleingewachsene Götze den ebenfalls vor der Saison verpflichteten Fritz Binte als Nummer 1 ab. Götzes Debüt hätte kaum besser verlaufen können, so hielt er im Spiel gegen Union 92 Berlin einen Handelfmeter und sein Tor sauber. Im Laufe der Saison sollte er noch zwei weitere Elfmeter parieren und konnte so mit der Saison zufrieden sein, auch wenn sein Klub sich mit dem zweiten Platz hinter dem BFC Alemannia 90 begnügen musste. In der Saison 1924/25 machten es die Blau-Weißen dann besser und wurden souverän Berlin-Brandenburgischer Meister, wodurch sie sich letztendlich für die Endrunde um die deutsche Meisterschaft qualifizierten, in der sie bis ins Halbfinale vordrangen, dort aber dem FSV Frankfurt nach Verlängerung 0:1 unterlagen.
Auch in den Jahren 1926 und 1927 erreichte Götze mit seinem Verein die Meisterschaftsendrunde und zog beide Male ins Finale ein, in dem man sich allerdings zunächst der SpVgg Fürth (1:4) und im Folgejahr dem 1. FC Nürnberg (0:2) geschlagen geben musste. In dieser Zeit bildete Götze zusammen mit den Verteidigern Emil Domscheidt und Max Fischer das Rückgrat der Hintermannschaft der Berliner.
Auch wenn er in der Liga noch einige Male spielte und noch weitere vier Male den Berliner Meistertitel erlangen konnte, bestritt er kein weiteres DM-Endrunden-Spiel, da der fünf Jahre jüngere Paul Gehlhaar ihm den Rang als Stammtorwart ablief. So konnte Götze die beiden gewonnenen Finale 1930 und 1931 nicht auf dem Platz erleben. Insgesamt bestritt Götze zehn Spiele in Endrunden um die deutsche Meisterschaft. Im Anschluss an die zweite deutsche Meisterschaft beendete Götze 1931 seine Spielerkarriere.

## Erfolge
- Deutscher Meister: 1930, 1931
- Berlin-Brandenburgischer Meister: 1925, 1926, 1927, 1928, 1929, 1930, 1931
- Berliner Pokalsieger: 1924, 1928, 1929